# Оргеев (национальный парк)
Национальный парк Оргеев (рум. Parcul Național Orhei) — национальный парк в центральной части Молдавии. Расположён в 46 километрах к северу от Кишинёва, в окрестностях г. Оргеева.

## Общая информация
Парк расположен на возвышенности Кодры. Его общая площадь (33792,09 га) составляет около 1 % от площади Республики Молдова. Ландшафт парка — это холмистая местность, частично покрытая лесом, лесами занято 18 551 га площади парка. Территория пересечена долинами и оврагами. По парку протекает река Реут.
Парк находится на территории четырёх районов: Оргеевского, Страшенского, Каларашского и Криулянского и включает в себя земли 18 коммун.
На территории Национального парка произрастает более 700 видов сосудистых растений, обитает 109 видов птиц и 41 вид млекопитающих. 26 видов растений занесены в Красную Книгу Республики Молдова. Среди редких видов фауны здесь водятся, в частности, лесной кот, куница лесная, подорлик малый, чёрный коршун, гадюка обыкновенная.

## История создания парка
Первая попытка основать Национальный парк Оргеев была сделана в 1989—1991 годах, однако она оказалась неуспешной. С 2008 года идея его создания была возрождена Министерством охраны окружающей среды Республики Молдова и Программой развития ООН при финансовом содействии Всемирного фонда дикой природы. 12 июля 2013 года парламент Молдовы принял Закон о создании Национального парка Оргеева. Его целью является защита и сохранение растений и диких животных, а также объектов, имеющих экологическую, научную, рекреационную и культурную ценность и находятся в этой местности. До момента создания Национального парка Оргеева, Молдова была единственной страной в Европе, в которой не было ни одного национального парка.

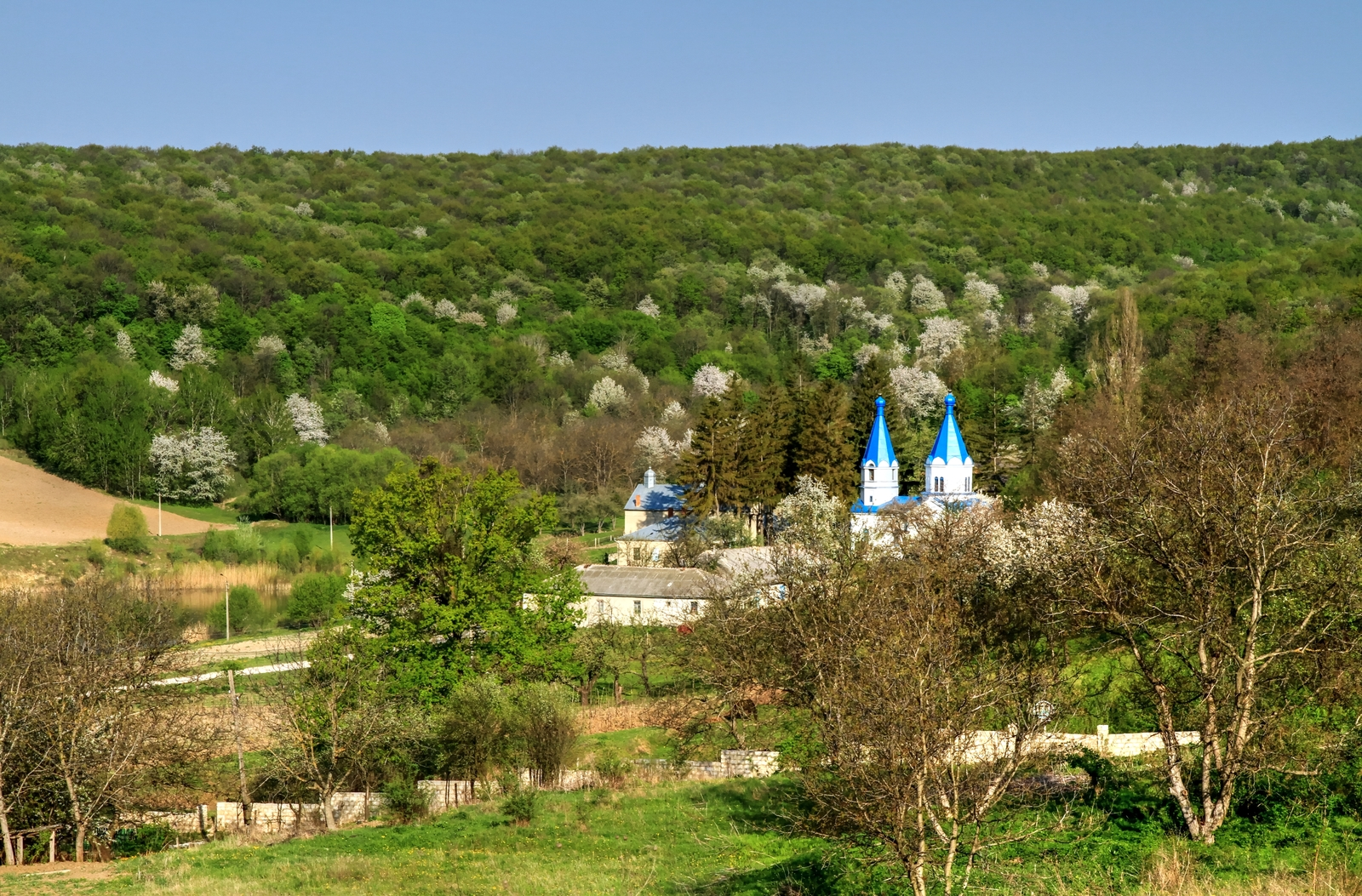
Монастырь в с. Цыганешть

## Основные объекты
В Национальном парке Оргеева расположены ландшафтный заповедник Требужень, основная часть урочища Курки, ландшафтный заповедник Цыганешты, ряд древних археологических памятников, город времён Золотой Орды Шехр аль-Джедид, молдавский средневековый город с крепостью, 5 монастырей (в Старом Орхее, в селах Курки, Табора, Николаевка и Цыганешты), 4 дворянских усадьбы, другие объекты.
Культурно-природный заповедник «Старый Орхей» c 2007 года является кандидатом на включение в список объектов Всемирного наследия ЮНЕСКО.
По территории парка Оргеева проложен ряд туристических маршрутов, среди которых трассы для автомобилистов, маршруты для велосипедистов, пешеходов и альпинистов.
В селе Иванча действует «Музей народных ремёсел». Среди традиционных ремёсел, которые распространены в сёлах на территории парка, можно выделить:

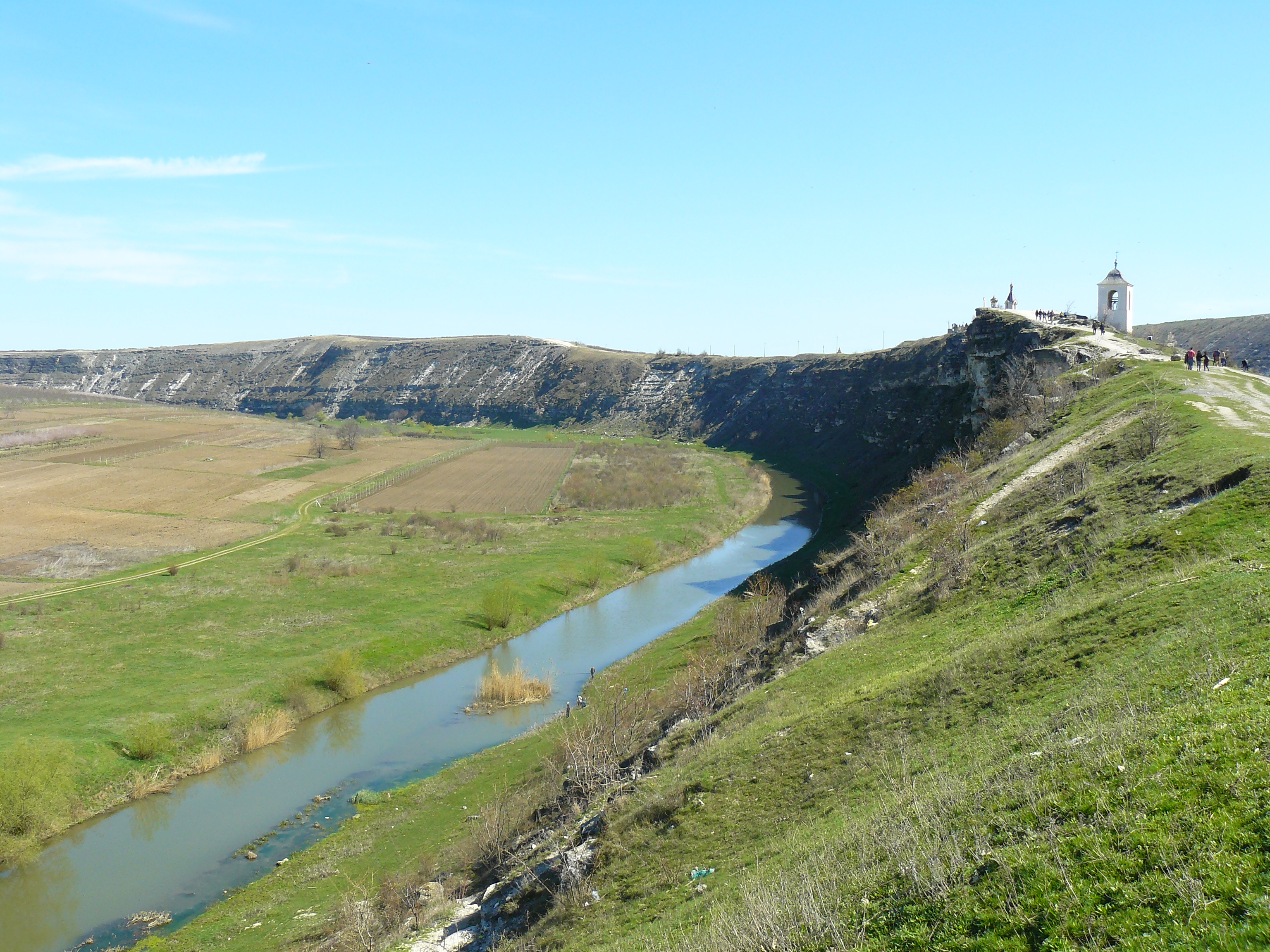
Долина Реута. Старый Орхей

- Резьба по дереву
- Долина Реута. Старый ОрхейРезьба по камню
- Кузнечное дело
- Вышивание и плетение крючком;
- Ткачество
- Плетения
- Писанка